# Björn Schalla
Björn Schalla (* 26. Dezember 1974 in Salzgitter) ist ein deutscher Synchronsprecher, Dialogbuchautor, Synchronregisseur sowie Hörspiel- und Hörbuchsprecher. Bekannt ist Schalla vor allem als deutsche Feststimme von Casey Affleck, Charlie Hunnam, Sebastian Stan und Seann William Scott.

## Leben
Schalla begann im Alter von sieben Jahren Klavier zu spielen. Seine Klavierlehrerin arrangierte ein Casting für Schalla, das erfolgreich verlief. Er sprach daraufhin die Rolle des Jamie King, gespielt von Greg Morton, in der Serie Agentin mit Herz. 1988 hatte er eine Rolle im Fernsehfilm Der Krähenbaum.
Mitte der 1990er Jahre arbeitete er gelegentlich bei der Firma Softgold, die Computerspiele von LucasArts vertrieb. Des Weiteren war er bei dem Musiksender MTV als Voice-over-Stimme im Musikmagazin MTV Masters beschäftigt. Außerdem sprach er ab 1997 einige Jahre lang den grünen Drachen Tabaluga in der Kinder-Quizshow Tabaluga tivi.
Als Synchronsprecher lieh er seine Stimme unter anderem Seann William Scott in der Filmreihe American Pie, Casey Affleck in Ocean’s Eleven und dessen Fortsetzungen, George Stults in Eine himmlische Familie, Michael Rosenbaum in Smallville, Charlie Hunnam in Sons of Anarchy, Joseph Morgan in Vampire Diaries und Travis Fimmel in Vikings. Seit Anfang der 2000er Jahre verfasst er zudem Dialogbücher und führt Dialogregie.
Er lebt und arbeitet in Berlin.

## Dialogregie und Dialogbuch (Auswahl)

### Spielfilme
Bei diesen Filmen führte Schalla die Dialogregie und schrieb bei einigen das Dialogbuch:
- 2006: Black Snake Moan
- 2006: Alpha Dog – Tödliche Freundschaften (Dialogregie)
- 2008: Babylon A.D.
- 2008: Cloverfield
- 2008: John Rambo
- 2009: Star Trek (Dialogregie, zusammen mit Kim Hasper)
- 2009: Notorious B.I.G. (Dialogregie)
- 2010: True Grit (Dialogregie)
- 2011: Super 8
- 2012: Prometheus – Dunkle Zeichen (Dialogregie)
- 2013: Star Trek Into Darkness (Dialogregie)
- 2013: Thor – The Dark Kingdom (Dialogregie)
- 2014: The Return of the First Avenger (Dialogregie)
- 2014: Guardians of the Galaxy (Dialogregie)
- 2015: Jurassic World (Dialogregie)
- 2015: Ant-Man (Dialogregie)
- 2015: Star Wars: Das Erwachen der Macht (zusammen mit Klaus Bickert auch das Dialogbuch)
- 2016: 10 Cloverfield Lane
- 2016: The First Avenger: Civil War (Dialogregie)
- 2016: Star Trek Beyond (Dialogregie)
- 2016: Doctor Strange (Dialogregie, zusammen mit Robin Kahnmeyer)
- 2016: Rogue One: A Star Wars Story
- 2017: Guardians of the Galaxy Vol. 2
- 2017: Spider-Man: Homecoming
- 2017: Thor: Tag der Entscheidung
- 2017: Star Wars: Die letzten Jedi
- 2018: Black Panther
- 2018: Solo: A Star Wars Story
- 2018: Jurassic World: Das gefallene Königreich (Dialogregie)
- 2018: Ant-Man and the Wasp
- 2018: Venom (Dialogregie)
- 2018: Spider-Man: A New Universe (Dialogregie)
- 2018: Mortal Engines: Krieg der Städte
- 2019: Head Full of Honey (Dialogregie)
- 2019: Captain Marvel
- 2019: Avengers: Endgame (Dialogregie)
- 2019: Spider-Man: Far From Home
- 2019: Terminator: Dark Fate
- 2019: Star Wars: Der Aufstieg Skywalkers
- 2020: The New Mutants
- 2020: SpongeBob Schwammkopf: Eine schwammtastische Rettung
- 2021: Spider-Man: No Way Home
- 2022: Jurassic World: Ein neues Zeitalter (Dialogregie)
- 2023: Indiana Jones und das Rad des Schicksals
- 2023: Der Killer
- 2024: The Beekeeper

### Serien
- 2001–2002: Dragon Ball Z (Animeserie, Dialogbuch)
- 2003: Cowboy Bebop (Animeserie)
- 2014–2020: Marvel’s Agents of S.H.I.E.L.D. (Fernsehserie)
- 2017: Marvel’s Inhumans (Dialogregie, zusammen mit Robin Kahnmeyer)
- 2018–2019: Marvel’s Cloak & Dagger (Fernsehserie, Dialogregie für zwei Folgen)
- seit 2019: The Mandalorian (Dialogregie)
- 2020: The Rising of the Shield Hero (Animeserie)[4]
- 2021: WandaVision
- 2022: Cyberpunk: Edgerunners (Dialogbücher und Regie, zusammen mit Birte Baumgardt)
- 2022–2025: Andor (Dialogbücher und Regie, zusammen mit Birte Baumgardt)

## Synchronarbeiten (Auswahl)
Seann William Scott
- 2000: American Pie – Wie ein heißer Apfelkuchen
- 2001: American Pie 2
- 2003: American Pie – Jetzt wird geheiratet
- 2004: Welcome to the Jungle
- 2005: Ein Duke kommt selten allein
- 2008: Mr. Woodcock
- 2009: Vorbilder?!
- 2009: Topjob – Showdown im Supermarkt
- 2010: Cop Out – Geladen und entsichert
- 2010: Jackass 3D
- 2011: Goon – Kein Film für Pussies
- 2012: American Pie: Das Klassentreffen
- 2013: Movie 43
- 2017: Goon: Last of the Enforcers
- 2018: Super Troopers 2

Sebastian Stan
- 2011: Captain America: The First Avenger
- 2014: The Return of the First Avenger
- 2016: The First Avenger: Civil War
- 2017: I, Tonya
- 2017: Logan Lucky
- 2017: I’m Dying Up Here (Fernsehserie)
- 2018: Black Panther
- 2018: Avengers: Infinity War
- 2019: Avengers: Endgame
- 2020: The Devil All the Time
- 2021: The Falcon and the Winter Soldier (Fernsehserie)
- 2021, 2023–2024: What If…?
- 2024: The Apprentice – The Trump Story

Casey Affleck
- 1995: To Die For
- 2001: Ocean’s Eleven
- 2004: Ocean’s 12
- 2006: Lonesome Jim
- 2007: Ocean’s 13
- 2011: Aushilfsgangster
- 2013: Auge um Auge
- 2016: The Finest Hours
- 2016: Triple 9
- 2016: Manchester by the Sea
- 2017: A Ghost Story
- 2023: Oppenheimer

Charlie Hunnam
- 2008–2014: Sons of Anarchy (Fernsehserie)
- 2013: Pacific Rim
- 2015: Crimson Peak
- 2016: Die versunkene Stadt Z
- 2017: King Arthur: Legend of the Sword
- 2017: Papillon
- 2019: Triple Frontier
- 2019: The Gentlemen

Taylor Kitsch
- 2012: Battleship
- 2012: Savages
- 2014: The Normal Heart
- 2017: American Assassin
- 2020: 21 Bridges

Aaron Paul
- 2000: Hoffnungslos verliebt
- 2004: Das perfekte Paar
- 2006: Mission: Impossible III
- 2012: Smashed

Burn Gorman
- 2004: Layer Cake
- 2008: Oxford Murders
- 2011: Johnny English – Jetzt erst recht!
- 2012: The Dark Knight Rises
- 2024: Beetlejuice Beetlejuice

Derek Luke
- 2003: Biker Boyz
- 2003: Pieces of April – Ein Tag mit April Burns
- 2009: Notorious B.I.G.
- 2012: Auf der Suche nach einem Freund fürs Ende der Welt

Kevin Connolly
- 2002: John Q – Verzweifelte Wut
- 2004: Wie ein einziger Tag
- 2015: Entourage

### Filme
- 1996: Jeremy Davies in Twister
- 1999: John Simm in Human Traffic
- 2000: Josh Hartnett in Here on Earth
- 2000: Mathieu Simonet in Chabrols süßes Gift
- 2000: Donnie Yen in Highlander: Endgame
- 2000: Jay Mohr in Das Glücksprinzip
- 2000: Manny Pérez in Dinner Rush
- 2000: Jamie Draven in Billy Elliot – I Will Dance
- 2001: Chris Rock in Pootie Tang
- 2001: Michael Irby in Die letzte Festung
- 2001: Charlie Hofheimer in Black Hawk Down
- 2001: Troy Garity in Banditen!
- 2002: Joaquin Phoenix in Army Go Home!
- 2002: Fred Savage in Die Regeln des Spiels
- 2002: Nick Stahl in Taboo – Das Spiel zum Tod
- 2002: Johnny Messner in Super süß und super sexy
- 2002: Anthony Daniels in Star Wars: Episode II – Angriff der Klonkrieger
- 2002: Jay Mohr in Pluto Nash – Im Kampf gegen die Mondmafia
- 2002: Morris Chestnut in Like Mike
- 2002: Christian Bale in Laurel Canyon
- 2002: Wee Man in Jackass: The Movie
- 2002: Christian Coulson in The Hours – Von Ewigkeit zu Ewigkeit
- 2002: Sean Patrick Thomas in Halloween: Resurrection
- 2003: Thad Luckinbill in Voll verheiratet
- 2003: Nick Stahl in Terminator 3 – Rebellion der Maschinen
- 2003: Kris Marshall in Tatsächlich… Liebe
- 2003: D. L. Hughley in Scary Movie 3
- 2003: Thomas Guiry in Mystic River
- 2003: Marco Leonardi in Irgendwann in Mexico
- 2003: Shawn Yue in Infernal Affairs II
- 2003: Donald Faison in In tierischer Mission
- 2004: als Bardock in Dragon Ball Z Special: Son-Gokus Vater – Das Bardock Special
- 2004: Justin Long in Voll auf die Nüsse
- 2004: Michael Pitt in The Village – Das Dorf
- 2004: Matthew Lillard in Trouble ohne Paddel
- 2004: Stuart Townsend in Head in the Clouds
- 2004: D. L. Hughley in Soul Plane
- 2004: Stephen Chow in Kung Fu Hustle
- 2004: Michael Weston in Garden State
- 2004: Eric Christian Olsen in Final Call – Wenn er auflegt, muss sie sterben
- 2004: William Lee Scott in Butterfly Effect
- 2004: Eugene Byrd in Anacondas: Die Jagd nach der Blut-Orchidee
- 2005: als Cloud Strife in Final Fantasy VII: Advent Children
- 2005: Mike Vogel in Wo die Liebe hinfällt …
- 2005: Waylon Payne in Walk the Line
- 2005: Paul Kaye in Match Point
- 2005: Chris Carmack in Lovewrecked – Liebe über Bord
- 2005: Brian Geraghty in Jarhead – Willkommen im Dreck
- 2005: Jonathan Rhys Meyers in Elvis
- 2005: André 3000 in Be Cool – Jeder ist auf der Suche nach dem nächsten großen Hit
- 2005: Razaaq Adoti in Doom – Der Film
- 2005: Brendan Fletcher in Alone in the Dark
- 2006: André 3000 in Idlewild
- 2006: als Elwyn die Krähe in Schweinchen Wilbur und seine Freunde
- 2006: Marlon Wayans in Little Man
- 2006: Wee Man in Jackass: Nummer Zwei
- 2006: Daryl Mitchell in Inside Man
- 2006: Hans Matheson in Half Light
- 2006: Giovanni Ribisi in Dead Girl
- 2006: Michael Raymond-James in Black Snake Moan
- 2006: Alex Solowitz in Alpha Dog – Tödliche Freundschaften
- 2006: Dax Shepard in Ab in den Knast
- 2007: Sung Kang in Stirb langsam 4.0
- 2008: Matthew Marsden in John Rambo
- 2008: Michael Stahl-David in Cloverfield
- 2008: als Blake in Bolt – Ein Hund für alle Fälle
- 2009: Chris Hemsworth in Star Trek
- 2009: Vivek Oberoi in Luck by Chance – Liebe, Glück und andere Zufälle
- 2009: Jonathan Sadowski in Freitag der 13.
- 2010: Lukas Haas in Inception
- 2010: T.I. in Takers – The Final Job
- 2010: Neil Hopkins in Skyline
- 2010: Nelson Franklin in Scott Pilgrim gegen den Rest der Welt
- 2010: Andrew Fiscella in A Nightmare on Elm Street
- 2010: T. J. Miller in Männertrip
- 2010: Logan Marshall-Green in Devil – Fahrstuhl zur Hölle
- 2010: Omari Hardwick in Das A-Team – Der Film
- 2011: Ne-Yo in World Invasion: Battle Los Angeles
- 2011: Carsten Bjørnlund in The Thing
- 2011: Chris Pratt in Der perfekte Ex
- 2011: Mario Lopez in Honey 2 – Lass keinen Move aus
- 2012: Kevin Hart in Fast verheiratet
- 2012: Jordan Prentice in Spieglein Spieglein – Die wirklich wahre Geschichte von Schneewittchen
- 2012: Chris Tucker in Silver Linings
- 2012: Logan Marshall-Green in Prometheus – Dunkle Zeichen
- 2012: Wolé Parks in Premium Rush
- 2012: David Oyelowo in Lincoln
- 2013: Yūya Yagira in The Unforgiven
- 2013: Josh Duhamel in Safe Haven – Wie ein Licht in der Nacht
- 2013: Mos Def in Can a Song Save Your Life?
- 2014: Falk Hentschel in Transcendence
- 2014: als Grille in Die Pinguine aus Madagascar
- 2014: Corey Hawkins in Non-Stop
- 2014: Aloe Blacc in Get on Up
- 2015: Jake Johnson in Jurassic World
- 2015: Kevin Hart in Die Trauzeugen AG
- 2015: Todd Williams in San Andreas
- 2015: Tony Bellew in Creed – Rocky’s Legacy
- 2016: Travis Fimmel in Warcraft: The Beginning
- 2016: M. Night Shyamalan in Split
- 2017: als Acnologia in Fairy Tail: The Movie – Dragon Cry[5]
- 2017: als Riku in No Game No Life Zero
- 2017: Michael Pitt in Ghost in the Shell
- 2017: Jake Johnson in Die Mumie
- 2018: T. J. Miller in Ready Player One
- 2019: Oscar Isaac in Spider-Man: A New Universe
- 2019: Lil Rel Howery in Good Boys
- 2019: J. J. Abrams in Star Wars: Der Aufstieg Skywalkers
- 2020: Donnell Rawlings in Soul
- 2020: Hiroki Yasumoto in Bleach: Hell Verse
- 2021: LeBron James in Space Jam: A New Legacy
- 2023: Boyd Holbrook in Indiana Jones und das Rad des Schicksals
- 2023: Oscar Isaac in Spider-Man: Across the Spider-Verse
- 2024: Winston Duke in The Fall Guy

### Serien
- 1987–1988: als Packy Lambert in Fury – Die Abenteuer eines Pferdes
- 1987–1988: als Josh Fox in Die Fälle des Harry Fox
- 1989–1993: Mark-Paul Gosselaar als Zachary „Zack“ Morris in California High School
- 1990–1995: Fred Savage als Kevin Arnold in Wunderbare Jahre
- 1992–1997: als Wheeler in Captain Planet
- 1993–1995: als Robbie Sinclair in Die Dinos
- 1994–1997: Sasha Mitchell als Cody in Eine starke Familie
- 1997–1998: als Tabaluga in Tabaluga (1. Staffel)
- 1997–2002: Thomas Gibson als Greg in Dharma & Greg
- 2000: als Cheetor in Transformers: Beast Machines
- 2001–2006: als Mush Typisch Andy! – Zeichentrickserie (78 Folgen)
- 2002: als Van Fanel in The Vision of Escaflowne
- 2003: als Dartz in Yu-Gi-Oh!
- 2003–2007: George Stults als Kevin Kinkirk in Eine himmlische Familie
- 2003–2010: Michael Rosenbaum als Lex Luthor in Smallville
- 2003–2004, 2006, 2010: Zachary Levi als Kipp Steadman in Office Girl
- 2003–2011: Robert Maschio als Der Todd in Scrubs – Die Anfänger
- 2004–2005: Chris Carmack als Luke Ward in O.C., California
- 2005: als Zim in Invader Zim
- 2007–2009: Jay Mohr als Rick Payne in Ghost Whisperer – Stimmen aus dem Jenseits
- 2007, 2010–2011: Justin Kirk als Andy Botwin in Weeds – Kleine Deals unter Nachbarn
- 2008: Chris Carmack als Tim in Desperate Housewives
- 2008–2010: Robin Atkin Downes als Cham Syndulla in Star Wars: The Clone Wars
- 2009: als Private in Die Pinguine aus Madagascar
- 2009–2010: als Yasutora Sado in Bleach
- 2009–2023: Peter Cambor als Nate „Doc“ Getz Navy CIS: L.A.
- 2010–2013: als Michael „The Situation“ Sorrentino in Jersey Shore
- 2010–2014: Anatol Yusef als Meyer Lansky in Boardwalk Empire
- 2011–2014, 2016: Joseph Morgan als Klaus in Vampire Diaries
- 2012–2014: als Atsushi Murasakibara in Kuroko no Basuke
- 2013–2016: Travis Fimmel als Ragnar Lothbrok in Vikings
- 2013–2015: Michael Pitt als Mason Verger in Hannibal (3 Episoden)
- 2014–2018: Joseph Morgan als Klaus in The Originals
- 2014: als Sora in No Game No Life
- 2016–2017: Robin Atkin Downes als Cham Syndulla in Star Wars Rebels
- 2016: als Lindow Amamya in God Eater
- 2020: als Naofumi Iwatani in The Rising of the Shield Hero
- 2020–2022: Travis Fimmel als Marcus in Raised by Wolves
- 2020–2021: Kenichi Suzumura als Atsushi Murasakibara in Kuroko's Basketball
- 2021: Robin Atkin Downes als Cham Syndulla in Star Wars: The Bad Batch
- 2022: James Gunn als Smartwatch Stimme in Ich bin Groot
- 2022: Duncan Pow als Ruescott Melshi in Andor
- 2022: Satoshi Tsuruoka als Tamami Kobayashi in JoJo’s Bizarre Adventure: Diamond Is Unbreakable

### Videospiele
- 2002: Cloud in Kingdom Hearts (PlayStation 2)
- 2011: Ji Feuerpfote in World of Warcraft: Mists of Pandaria
- 2014: Kreuzritter (männlich) in Diablo III: Reaper of Souls
- 2014: Gideon in Call of Duty: Advanced Warfare
- 2020: V (Männlich) in Cyberpunk 2077

## Hörspiele (Auswahl)
- 2008: Star Wars: Dark Lord (nach dem Roman Dunkler Lord: Der Aufstieg des Darth Vader von James Luceno) – Buch und Regie: Oliver Döring ISBN 978-3-8291-2157-6
- 2008: Lady Bedfort: Lady Bedfort und die goldenen Felder, Hörplanet, als Jimmy
- 2008: Lady Bedfort: Lady Bedfort und der Fluch von Loveham Hall, Hörplanet, als Oliver Loveham
- 2009: Geisterjäger John Sinclair: Zombies in Manhattan, Lübbe Audio, als Gonzales[6]
- 2021: Lady Bedfort Folge 76: Die Spur ins Grab, Audible
- 2021: und auf Erden Stille, Universal Music, Staffelhauptrolle als "Ranger"[7]

## Hörbücher (Auswahl)
- 2020: Achim Sam & Verena Sam: Unser Krebs-Kompass, der Hörverlag & BookBeat, ISBN 978-3-8445-4022-2 (Hörbuch-Download, unter anderem mit Monika Oschek & Jacob Weigert)
- 2021: Lucy Foley: Sommernacht, der Hörverlag, ISBN 978-3-8445-4095-6 (unter anderem gemeinsam mit Tanja Fornaro, Nina Reithmeier & Steffen Groth)
- 2022: Claire Douglas: Schönes Mädchen: Alle Lügen führen zu dir, der Hörverlag, ISBN 978-3-8445-4532-6 (Hörbuch-Download)
- 2025: Philipp Spielbusch: Ich habe das Internet gelöscht. Aus dem Alltag eines IT-Dienstleisters, Audio-To-Go & Audible

## Auszeichnungen
- 2010 Deutscher Preis für Synchron in der Kategorie „herausragende Synchronregie“ für Notorious B.I.G.[8]